# Munster
Munster (irsky An Mhumhain), je historická provincie na jihozápadě Irska. Zahrnuje hrabství Clare, Cork, Kerry, Limerick, Tipperary a Waterford.
Název Munster pochází od keltské bohyně Mumy. Na území provincie se kdysi rozkládala tři království: Ormond (na východě), Desmond (na jihu) a Thomond (na severu). Jejich jména dodnes přetrvala jen v názvech míst a institucí (Ormond House, Thomond College).